# Catalinia andreas
Espèce
Synonymes
- Uroctonus andreas Gertsch & Soleglad, 1972
- Pseudouroctonus andreas (Gertsch & Soleglad, 1972)

Catalinia andreas est une espèce de scorpions de la famille des Vaejovidae.

## Distribution
Cette espèce se rencontre aux États-Unis en Californie dans les comtés de Riverside et de San Diego et au Mexique dans le Nord de la Basse-Californie.

## Description
Les mâles mesurent de 16,5 à 17,6 mm et les femelles de 15,8 à 18,45 mm.

## Systématique et taxinomie
Cette espèce a été décrite sous le protonyme Uroctonus andreas par Gertsch et Soleglad en 1972. Elle est placée dans le genre Vaejovis par Stahnke en 1974, dans le genre Pseudouroctonus par Stockwell en 1992 puis dans le genre Catalinia par Soleglad, Ayrey, Graham et Fet en 2017.

## Étymologie
Son nom d'espèce lui a été donné en référence au lieu de sa découverte, Andreas Canyon.

## Publication originale
- Gertsch & Soleglad, 1972 : « Studies of North American scorpions of the genera Uroctonus and Vejovis. » Bulletin of the American Museum of Natural History, no 148, p. 549–608 (texte intégral).